# Hafner Rotabuggy
Hafner Rotabuggy oficiálně známý jako Malcolm Rotaplane, M.L. 10/42 Flying Jeep nebo Blitz Buggy byl britský experimentální vírník z období 2. světové války, který vycházel z Jeepu Willys MB. K letu využíval princip autorotace. Tento vírník vznikl v rámci snahy o umožnění leteckého výsadku jeepu.

## Konstrukce
Rotabuggy byl tvořen Jeepem Willys, který byl vybaven aerodynamickou nástavbou, kterou bylo po přistání možné odhodit. Rotabuggy byl vybaven dvojicí vertikálních neřiditelných ocasních ploch, které byly po prvních zkouškách zvětšeny. Rotabuggy se také od tovární produkce jeepu odlišoval vlečným zařízením, které bylo v přední části vozidla.
Posádku Rotabuggy tvořili dva členové. Jeden z nich se věnoval řízení automobilu a druhý měl na starost ovládání rotoru pomocí řídící tyče, která visela dolů ze střechy kabiny.

## Vznik a vývoj
Airborne Forces Experimental Establishment (AFEE) působící v Ringway, Manchesteru zkoušelo počátkem 40. let 20. století vírník Rotachute Raoula Hafnera. AFEE na základě zkušeností s vírníkem Rotachute, který byl zaměřen na přepravu jednoho vojáka, chtěla stejný princip využít i pro přepravu větších a těžších objektů. 
Hafner tak mohl navrhnout větší vírníky Rotabuggy a nerealizovaný Rotatank. Rotabuggy byl džíp modifikovaný do podoby vírníku. Rotatank byl návrh na podobně upravený tank Valentine. Stavba vírníku byla svěřena společnosti R Malcolm & Co. (pozdější ML Aviation Company) ve White Walthem roku 1942 na základě specifikace 10/42.
Při přípravě projektu se simulovalo přetížení, které musel jeep vydržet při přistání. Jeep byl naložen betonem a spuštěn z výšky 2,35 m. Při těchto testech jeep odolal přetížení 11 g.
Při pokusech o vzlet byl nejprve neúspěšně vlečen za automobilem Diamond T a později Bentley s 4,5l motorem. S vozem Bentley se již let měl podařit.
Údaje o prvním letu se rozcházejí. Některé zdroje udávají, že proběhl 16. listopadu 1943, dle Daily Mail až 27. listopadu 1943. Při pozdějších letových zkouškách byl vlečen za bombardérem Armstrong Whitworth Whitley. K tomu mělo dojít až 11. září 1944, tedy až po vylodění spojenců v Normanidii.
Zavedení dopravních kluzáků Waco CG-4 a Airspeed Horsa, znamenalo konec pro projekt létajících Jeepů.
Replika Rotabuggy se nachází v  armádním leteckém muzeu, které se nachází v Middle Wallop v hrabství Hampshire.

## Zajímavosti
Přibližně ve stejné době, kdy vznikal Rotabuggy, australské RAAF pracovalo také na variantě létajícího jeepu „Fleep“, která také nesla označení „projekt Skywards“.
DARPA roku 2010 zahájila program Tx Transformer, jehož cílem je navrhnout a otestovat „létající džíp.“

## Specifikace
Technické údaje
- Posádka: 2
- Průměr rotoru: 12,40 m
- Plocha rotoru: 120,95 m²
- Celková hmotnost: 1 411 kg

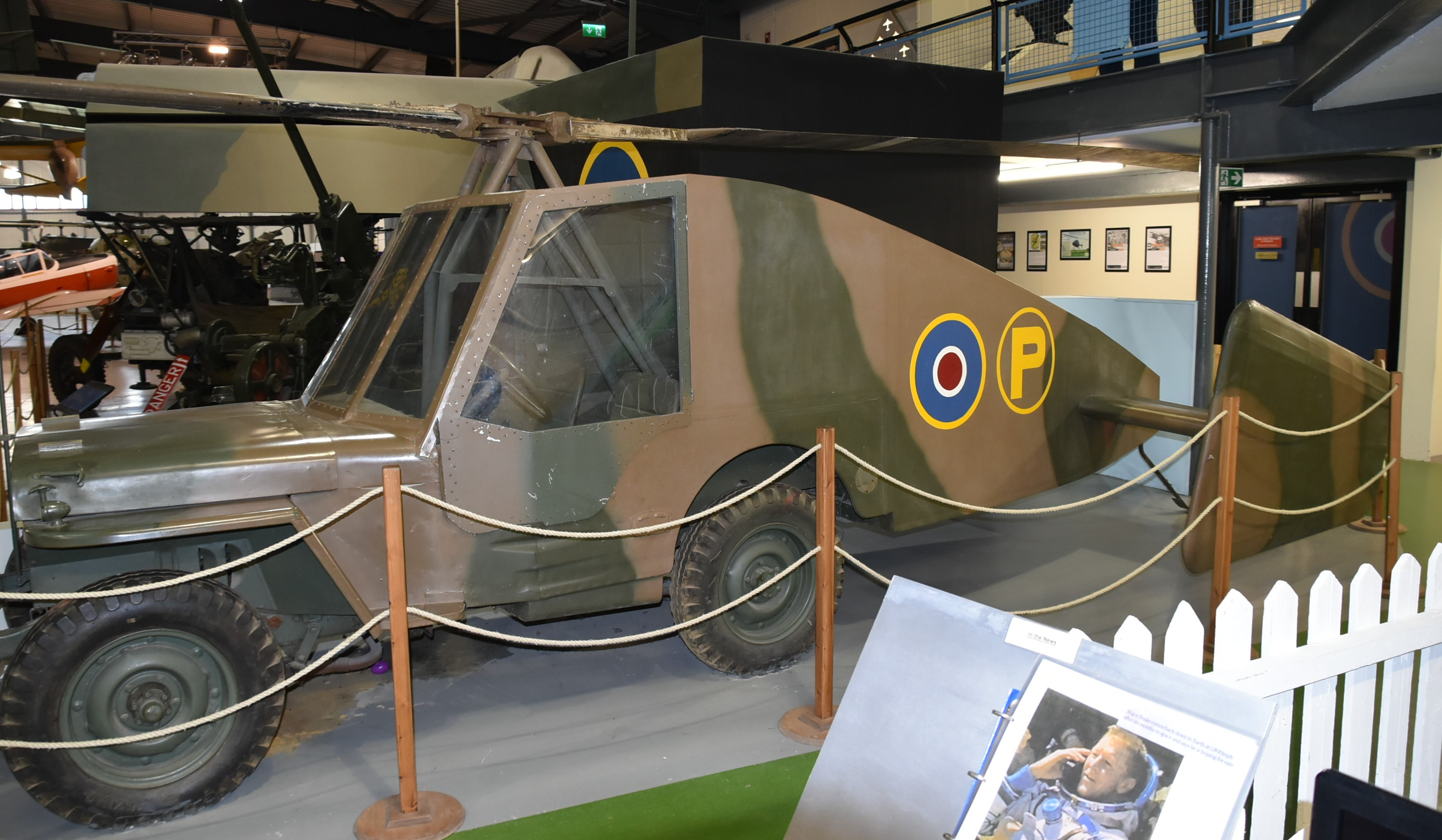
Hafner Rotabuggy

  - Prázdná hmotnost Jeepu: 964 kg
  - Hmotnost rotorové a ocasní části: 249 kg

Výkony
- Rychlost: 241 km/h (150 mph)
- Rychlost sestupu:4,9–10 m/s (960–1 980 stop/min)